# خودگرایی اخلاقی
خودگرایی اخلاقی (به انگلیسی: Ethical egoism) هنجاری اخلاقی است که بر موضع خودانگیختگی افراد تأکید دارد. این بحث به صورتی واضح از خودگرایی روان‌شناختی جداست زیرا خودگرایی روانشناختی بر این موضوع تأکید دارد که افراد کاری را انجام می‌دهند که نسبت به آن انگیزه مند باشند ولی خودگرایی اخلاقی بر این امر تأکید دارد که این راه قانونی است و می‌بایست در این مسیر حرکت کرد و برای این منظور دست به آفرینش هنجارها و قوانین می‌زند. اخلاق خودگرایی همچنین از بحثهای فردگرایی و خودگرایی عقلایی نیز با همین استدلال متمایز می‌گردد. خودگرایی اخلاقی با اخلاق بخشایش در تضاد است و برای توجیه این امر می‌گوید، شاخصه‌های اخلاقی، مولد اجبارهایی برای کمک و یاری رساندن به دیگران هستند. خودگرایی اخلاقی گاهی در غالب یک فلسفه موردی برای توجیه آزادی فردی توسط پیروان مکتب‌های  لیبرالیسم و آنارشیست حمایت می‌شود.

## انواع خودگرایی اخلاقی
سه نوع دیدگاه دربارهٔ خودگرایی اخلاقی وجود دارد که با برچسب‌های فردی، شخصی و جهانشمول شناخته می‌شوند.
- اخلاق فردی خودگرا (به انگلیسی: individual ethical egoist): تأکید می‌کند مردم باید کاری را انجام بدهند که برای آنها منفعتی را به دنبال دارد.
- اخلاق شخصی خودگرا (به انگلیسی: personal ethical egoist): تأکید می‌کند مردم باید کاری که آنها را برمی انگیزاند را انجام بدهند ولی این دیدگاه هیچ تعریفی از اینکه چه کاری و تحت چه شرایطی می‌بایست انجام گیرد را مشخص نمی‌کند.
- اخلاق جهانشمول خودگرا (به انگلیسی: universal ethical egoist): بر پیدا کردن راه ارضای شخصی و پیش رفتن به آن سو تأکید دارد.

## طرفداران
مکس استیرنر اولین فیلسوفی بود که خود را خودپرست نامید، گرچه خود او به این نکته اشاره دارد که هدفش ایجاد اخلاق جدید نیست بلکه به دنبال نفی اخلاق (اخلاق‌ستیزی) است. دیگر فیلسوفی مانند توماس هابز و دیوید گاسیر نیز اشاره کرده‌اند، افراد وقتی به دنبال اهداف نهایی و شخصی خود می‌روند دچار تضاد می‌شوند و این تضاد زمانی نابود می‌شود که آنها داوطلبانه از زیاده خواهی‌های خود چشم پوشی کنند. فداکاری کوتاه مدت یک فرد برایش میزان زیادی از خود-انگیختگی را به دنبال می‌آورد که در خودپرستی عقلایی با دوره‌ای بلند مدت تر نیز به وجود نخواهد آمد و این منشأ بحثهای بیشماری دربارهٔ خودپرستی است. خودپرستی همچنین با مکتب ماتریالیسم از جانب توجه به مادیگرایی و نفع‌گرایی در رابطه می‌باشد ولی هیچ‌کدام از مکاتبی که به آنها اشاره شد، هیچ‌گاه بیان نکرده‌اند که رابطه‌ای با خودپرستی دارند.

## انتقادات
تعدادی از منتقدان عقیده دارند که دیدگاه خودگرایی غیرمحتمل و غیر واقع‌گرایانه است و برای حمایت از آن می‌بایست خودانگیختگی دوباره تعریف گردد تا مشتمل بر دیگران نیز بشود. همچنین خودگرایی اخلاقی و کلاً" خودگرایی به غیراخلاقی بودن محکوم شده‌است برای مثال توماس جفرسن نامه‌ای به توماس لاو در سال ۱۸۱۴ نوشت و طی آن اظهار داشت:
خودانگیختگی، خودشیفتگی یا خودگرایی جایگزین هر گونه اعمال درست اخلاقی شده‌است. اما من روابطم را با دیگران به نحوی مورد مداقه قرار می‌دهم تا مرزهای اخلاقی را پشت سر نگذارم. دربارهٔ خودمان، ما بر روی زمینه‌ای از هویتمان استاده ایم و خودگرایی نمی‌تواند قسمتی از هویت و سیرت ما باشد زیرا همتا و قرینی ندارد، بلکه خودش، همتای خودش است. 